# Oncidium schroederianum
Espèce
Statut CITES
Oncidium schroederianum est une espèce d'orchidées du genre Oncidium originaire d'Amérique centrale.